# Odznaka honorowa „Wzorowy Kierowca”
Wzorowy Kierowca – odznaka honorowa okresu Polskiej Rzeczypospolitej Ludowej nadawana wzorowo pracującym zawodowym kierowcom pojazdów samochodowych.

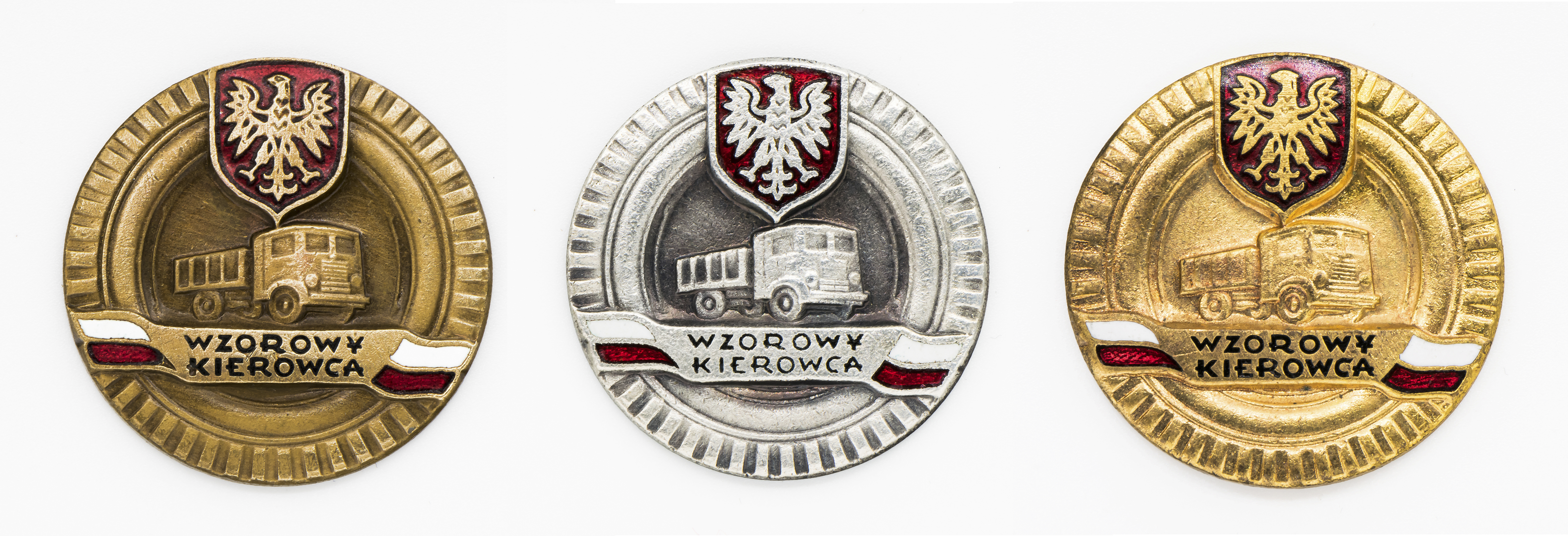
Odznaki w stopniach: brązowym, srebrnym i złotym

## Historia
Odznaka „Wzorowy Kierowca” została po raz pierwszy ustanowiona uchwałą Prezydium Rządu z 14 maja 1952 „w celu podkreślenia poważnej roli kierowców pojazdów samochodowych w gospodarce narodowej i wyróżnienia kierowców pracujących wzorowo oraz w celu upowszechnienia wzorowych bezawaryjnych metod ich pracy”. Następnie, w zmodyfikowanej wersji została wprowadzona uchwałą Rady Ministrów z 24 września 1963 (obowiązującą od 1 stycznia 1964), po czym ostatecznie, w zmienionej postaci, uchwałą Rady Ministrów z 13 stycznia 1987. Według ostatniej uchwały z 1987, odznaka była zaszczytnym wyróżnieniem oraz wyrazem uznania dla wzorowej zawodowej i społecznej postawy kierowców pojazdów samochodowych oraz motorniczych tramwajów (wcześniej nie obejmowała ona motorniczych tramwajów).
Odznaka była trzystopniowa: brązowa, srebrna i złota.
Uchwałę z 1987 uchylono i odznakę zniesiono z dniem 1 lipca 2000.
W dniu 1 stycznia 2012 r. odznaka „Wzorowy kierowca” została przywrócona, na mocy ustawy z dnia 16 września 2011 r. o zmianie ustawy o transporcie drogowym oraz niektórych innych ustaw. Mówił o tym uchylony ustawą z dnia 14 października 2021 r. o zmianie ustawy o transporcie drogowym oraz niektórych innych ustaw art. 39n ustawy z dnia 6 września 2001 r. o transporcie drogowym. Ustawa nie określała wzoru odznaki ani trybu i warunków jej przyznawania. W tym zakresie minister właściwy do spraw transportu miał wydać rozporządzenie wykonawcze, które nie zostało wydane. 

## Zasady nadawania

### 2012–2021
Zgodnie z treścią art. 39n ustawy o transporcie drogowym, minister właściwy do spraw transportu miał określić, w drodze rozporządzenia, szczegółowe warunki nadawania odznaki „Wzorowy kierowca”, tryb przedstawiania wniosków, wzór odznaki, tryb jej wręczania i sposób noszenia, uwzględniając wymogi, jakie powinny spełniać wnioski o nadanie odznaki oraz kryteria stosowane przy jej nadawaniu. Nigdy to nie nastąpiło, a sam art. 39n uchylono w 2021.

### 1987–2000
Według ostatniej uchwały z 1987, odznaka mogła być nadawana zawodowym kierowcom zatrudnionym w jednostkach gospodarki uspołecznionej lub będącym członkami zrzeszeń prywatnego transportu, należących do Naczelnej Rady Zrzeszeń Transportu Prywatnego, a także żołnierzom i pracownikom resortu obrony narodowej oraz funkcjonariuszom Służby Bezpieczeństwa i Milicji Obywatelskiej, żołnierzom jednostek wojskowych podległych Ministrowi Spraw Wewnętrznych oraz pracownikom resortu spraw wewnętrznych – za wzorową postawę oraz współudział w wychowywaniu młodych kadr kierowców.
Odznaka mogła być nadana kierowcy, który w zawodzie tym wzorowo przepracował:
- co najmniej 5 lat w jednym zakładzie pracy – brązowa,
- co najmniej 10 lat i otrzymał brązową odznakę przed co najmniej pięcioma laty – srebrna,
- co najmniej 15 lat i otrzymał srebrną odznaką przed co najmniej pięcioma laty – złota.

Odznaka była nadawana z okazji Dnia Transportowca i Drogowca, nadawał ją i wręczał uroczyście wraz z legitymacją wojewoda lub prezydent Warszawy, Krakowa lub Łodzi. Żołnierzom, funkcjonariuszom MO i SB i pracownikom resortu obrony narodowej lub resortu spraw wewnętrznych, nadawał ją odpowiednio Minister Obrony Narodowej lub Minister Spraw Wewnętrznych albo organy przez nich upoważnione.

### 1952–1987
Wcześniejszy regulamin odznaki obowiązujący w latach 1964–1987 odmiennie i bardziej szczegółowo określał zasady przyznawania odznaki. Brązową odznakę mógł dostać kierowca, który przepracował nieprzerwanie co najmniej 3 lata i spełniał wiele szczegółowych kryteriów, wśród których były: niespowodowanie wypadku drogowego, niebycie ukaranym grzywną ponad 100 zł za naruszenie przepisów ruchu drogowego, oszczędne zużywanie paliwa i ogumienia, systematyczne pogłębianie znajomości przepisów ruchu drogowego i zasad obsługi samochodu, wykazywanie socjalistycznego stosunku do majątku społecznego i zleconych mu obowiązków i wysokiego poziomu kultury jazdy, wykazywanie wysokiego poziomu moralnego i aktywność w pracy społecznej. Srebrną i złotą odznakę otrzymywał kierowca po uzyskaniu odznaki brązowej i spełnieniu dalszych warunków, w tym przekazywania doświadczeń innym kierowcom. Uchwała z 1963 przewidywała, że kierowcy wyróżnieni odznaką mieli pierwszeństwo w korzystaniu z wszelkiego rodzaju zdobyczy socjalnych.
Pod rządem tej uchwały odznakę srebrną i złotą nadawał Minister Komunikacji, a odznakę brązową przewodniczący prezydium wojewódzkiej rady narodowej. Żołnierzom, funkcjonariuszom MO i kierowcom cywilnym zatrudnionym w resorcie obrony narodowej lub spraw wewnętrznych odznakę nadawał odpowiednio Minister Obrony Narodowej lub Minister Spraw Wewnętrznych.
Podobne szczegółowe zasady nadawania do przewidzianych regulaminem z 1963 określał wcześniejszy regulamin z 1952, przewidując jako warunek otrzymania odznaki także m.in. wykazywanie uświadomienia politycznego. Odznakę nadawał wówczas Minister Transportu Drogowego i Lotniczego.

## Opis odznaki
Odznaka jest okrągła, o średnicy 30 mm, wykonana z metalu koloru brązowego, srebrnego lub złotego, zależnie od stopnia odznaki. Awers przedstawia koło samochodowe, wewnątrz którego na oksydowanym lub patynowym tle znajduje się stylizowany wizerunek samochodu ciężarowego (podobnego do Stara 20), w kolorze odznaki. Nad sylwetką samochodu jest umieszczona emaliowana czerwona tarcza ze stylizowanym godłem PRL (orłem bez korony). Poniżej sylwetki znajduje się emaliowana biało-czerwona wstęga o szerokości 4 mm; w środkowej części wstęgi na tle koloru odznaki jest wyryty czarny dwuwierszowy napis: WZOROWY / KIEROWCA. Odwrotna strona odznaki jest gładka; znajduje się na niej zakrętka lub zapięcie agrafkowe. W latach 1952–1963 dodatkowo na oponie pod wstęgą grawerowany był rok otrzymania odznaki. W latach 1952–1987 tarcza koła była koloru ciemnoszarego.
Pod rządem uchwał z 1952 i 1963, odznaka istniała także w drugiej formie nalepki z barwnie nadrukowanego celofanu o średnicy 120 mm (1952) lub 80 mm (1963), którą odznaczony kierowca umieszczał na obsługiwanym przez siebie samochodzie, w dolnym rogu przedniej szyby po lewej stronie.